# Turning Torso

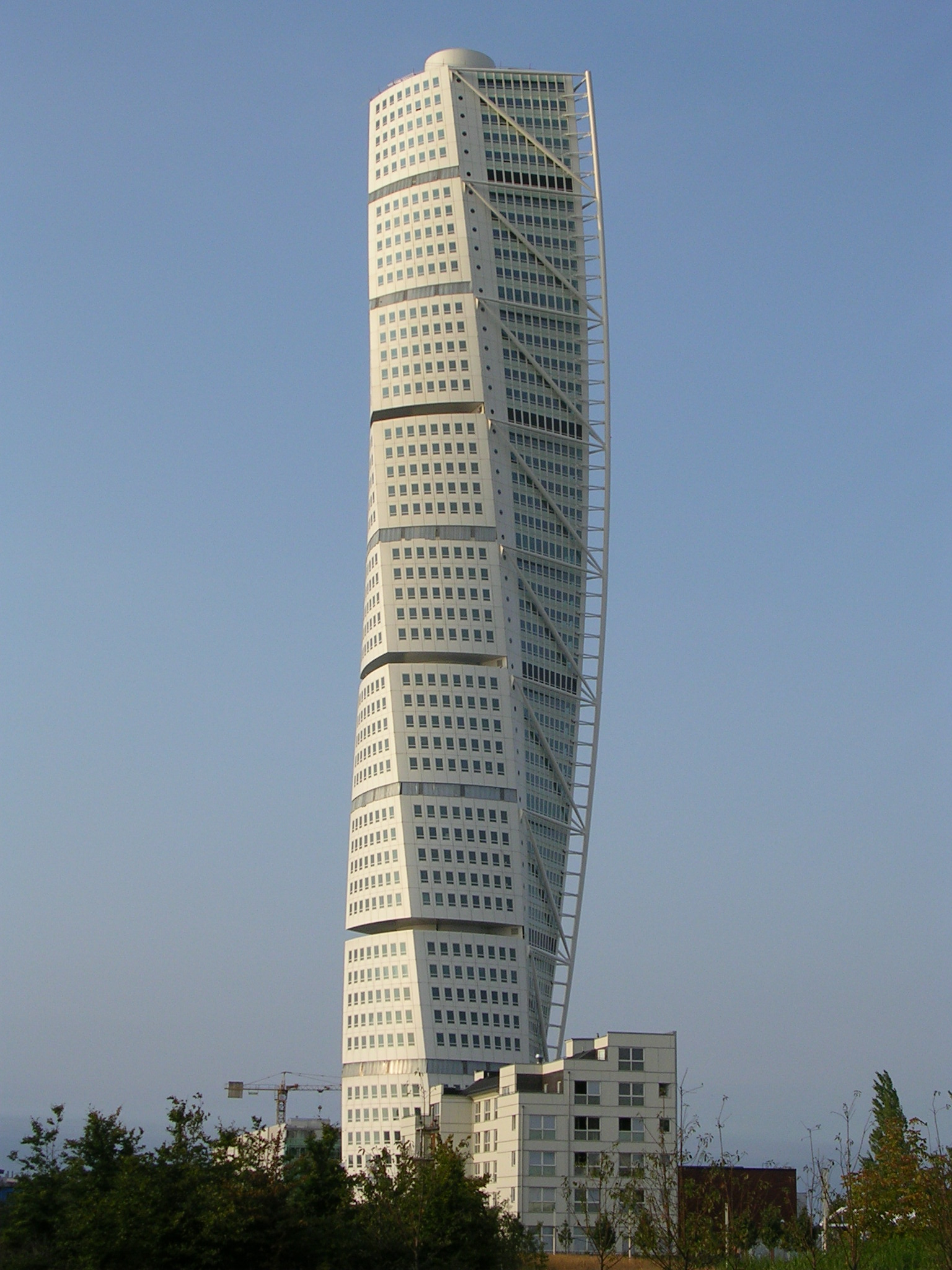
Turning Torso (2005)

Der Turning Torso (englisch für „Drehender Rumpf“) ist ein vom spanischen Architekten Santiago Calatrava im Stil des Dekonstruktivismus entworfenes Hochhaus in der schwedischen Stadt Malmö. Mit einer Höhe von 190 Metern und 54 Etagen ist das Gebäude der zweithöchste Wolkenkratzer Skandinaviens und das vierthöchste Wohngebäude Europas. Es wurde am 27. August 2005 eingeweiht. Das Gebäude gilt seither neben der Öresundbrücke als das neue Wahrzeichen von Malmö und löste damit den Kockumskran ab, welcher bereits im Jahre 2002 abgebaut wurde. Die Baukosten betrugen knapp 168 Mio. Euro (1,83 Mrd. SEK). Besitzer ist die Wohngenossenschaft Hyresgästernas sparkasse- och byggnadsförening (HSB).
Der Turning Torso steht in Västra Hamnen, dem westlichen Hafengebiet von Malmö, in unmittelbarer Nähe des Öresunds, auf einem Gebiet, in dem sich seit 2001 ein neues, in sich abgeschlossenes modernes Wohnviertel entwickelt.

## Konstruktion
Die Konstruktion des Torsos basiert auf einer Skulptur Calatravas, dem sogenannten „Twisting-Torso“, welche einen in sich gedrehten menschlichen Torso darstellt. Johnny Örbäck, damaliger Vorstandsvorsitzender von HSB, war von dieser Skulptur so fasziniert, dass er Calatrava mit dem Entwurf des Wolkenkratzers beauftragte.
Erbaut wurde der Torso als Büro-/Wohnturm. Das Gebäude wurde aus neun Kuben (würfelähnlichen Gebäudeteilen) mit jeweils fünf Stockwerken und einem Zwischengeschoss übereinandergesetzt. Jedes Geschoss ist um ca. 1,6° zum darunter liegenden Geschoss verdreht. Auf die ganze Höhe verdreht sich das Gebäude somit um 90°, so dass der Turm den Eindruck erweckt, er würde sich um seine eigene Achse drehen.
Insgesamt hat der Turm 54 Stockwerke zu je 400 m² Fläche. Jedes Stockwerk besteht aus einem Grundrissteil mit gebogener Fassade (cube façade) und einem Grundrissteil mit einer geraden Fassade (spine façade). Der Betonkern mit der Erschließungsfläche hat einen Innendurchmesser von 11,6 Metern und wird durch eine externe Stahlstruktur gestützt. Die Fassade des Gebäudes enthält ungefähr 2.500 Fenster mit einer Glasfläche von insgesamt rund 5.500 m².
Im inneren Kern des Turms befinden sich fünf Aufzüge. Drei davon erreichen mit einer Geschwindigkeit von 5 m/s (18 km/h) den Wohnbereich. Vom Erdgeschoss bis in den obersten Stock benötigt ein Aufzug ohne Unterbrechung 38 Sekunden. Im Bürobereich gibt es zwei etwas langsamere Aufzüge (3,5 m/s bzw. 12,6 km/h).
Um den Windverhältnissen im Hafenbereich gerecht zu werden, legte man die Stahlkonstruktion so aus, dass der Turm sich an seiner Spitze selbst bei einer Windkraft von 44 m/s maximal nur 30 cm bewegt. Daher ist diese Bewegung im Inneren des Gebäudes kaum zu spüren.

## Nutzung
In den beiden untersten Kuben wurden Büros mit einer Fläche von ca. 4.000 m² angesiedelt, im untersten Kubus richtete die Eigentümergesellschaft HSB eigene Büros ein. In den oberen Kuben befinden sich insgesamt 147 Wohnungen und Appartements mit einer Größe von 45 m² bis 190 m². Die Gesamtwohnfläche beträgt etwa 13.500 m².
Ursprünglich waren die Wohnungen zum Verkauf vorgesehen, mangels Interessenten werden sie jetzt jedoch vermietet. Die monatliche Miete beträgt zwischen 750 Euro für eine Einzimmerwohnung und 2800 Euro für eine Wohnung von 180 Quadratmeter, die mit Marmor und edlem Holzfußboden ausgestattet ist.

## Baugeschichte
Die Planung des Gebäudes begann 2000, die Grundsteinlegung erfolgte am 14. Februar 2001. Mit den eigentlichen Bauarbeiten wurde im Mai 2001 begonnen.
Verschiedene Meilensteine des Baufortganges wurden mit Feuerwerken bzw. Lightshows gefeiert, so z. B. die Vollendung des 27. Stockwerks am 12. Dezember 2003. An diesem Tag hatte man nicht nur die Hälfte aller Stockwerke fertiggestellt, sondern auch die Höhe des bisher höchsten Wohngebäudes in Malmö, Kronprinsen (83 Meter), übertroffen. Auch die Fertigstellung des 54. Geschosses am 10. Oktober 2004 war Anlass für eine derartige Feier.
Endgültig bezugsfertig wurde das Gebäude im November 2005.

## Auszeichnungen
Der Turning Torso erhielt für seine bemerkenswerte Architektur folgende Auszeichnungen:
- Emporis Skyscraper Award 2005
- Malmö Stads Stadsbyggnadspris (Architekturpreis der Stadt Malmö) 2005
- Finalist des International Highrise Award 2006
- fib Award for Outstanding Concrete Structures (Auszeichnung der für herausragende Betonkonstruktionen der International Federation for Structural Concrete) 2006
- ECSN Award for Excellence in Concrete (Auszeichnung des European Concrete Societies Network) 2006

## Galerie

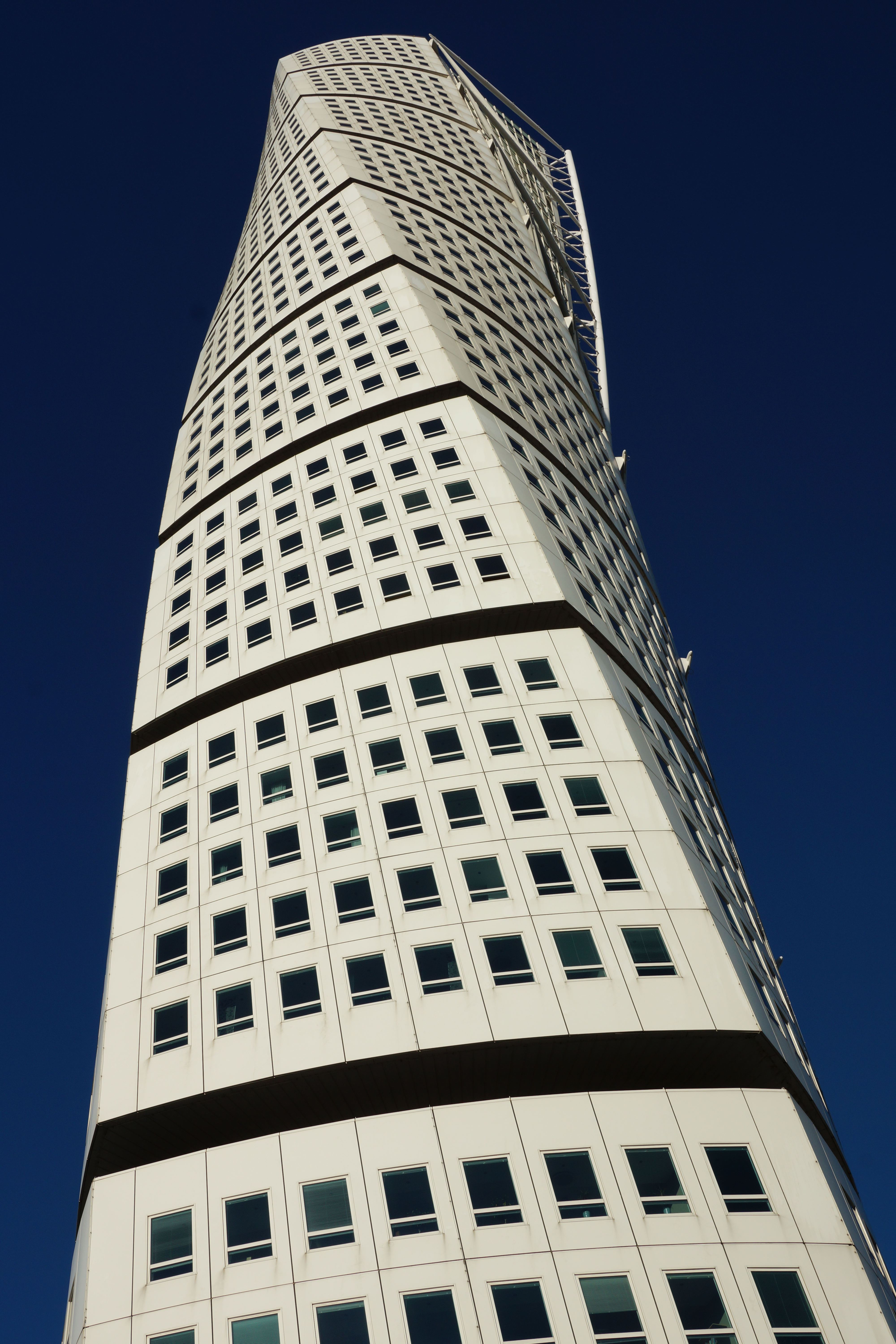
Aufnahme vom Gebäude
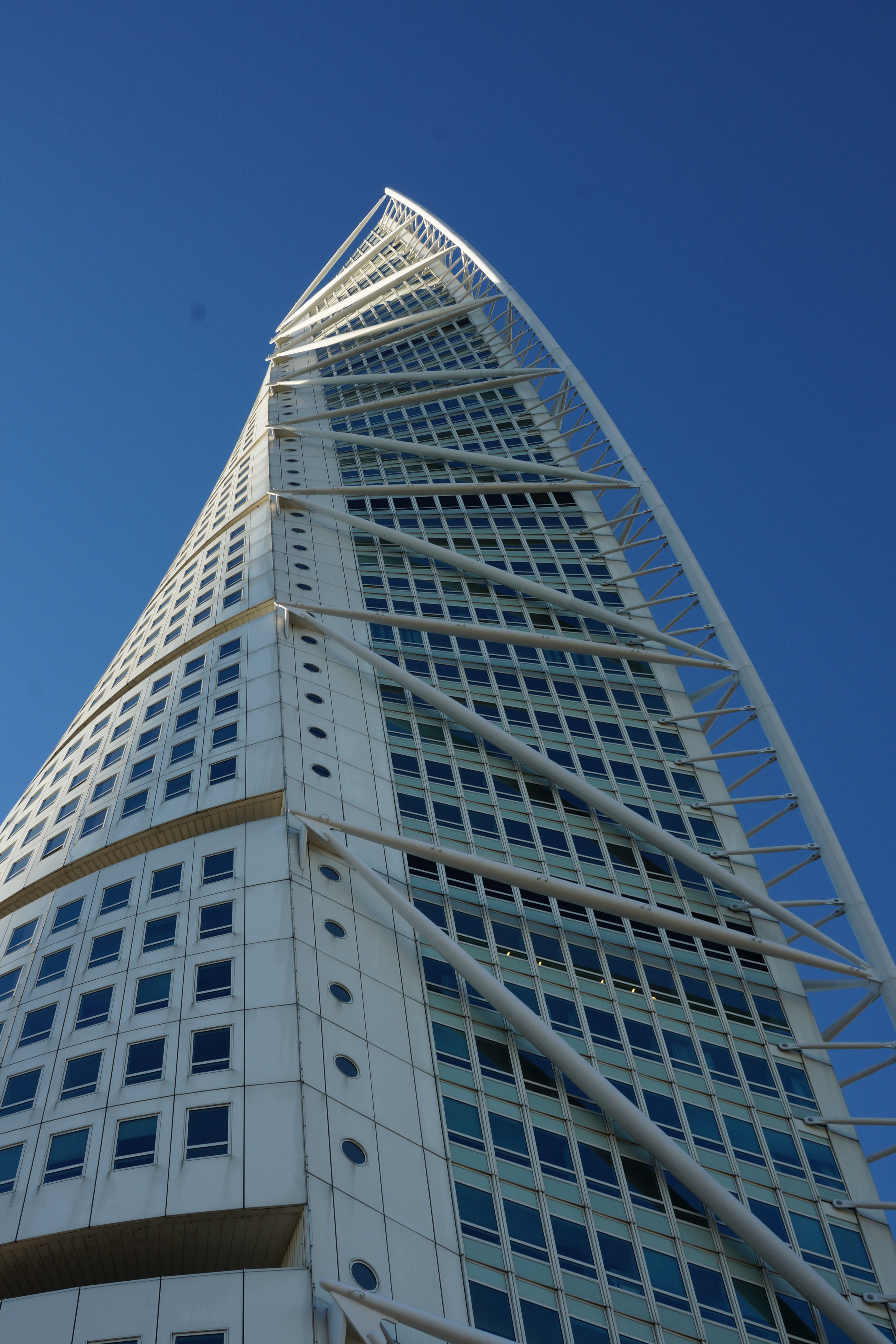
Aufnahme vor dem Gebäude
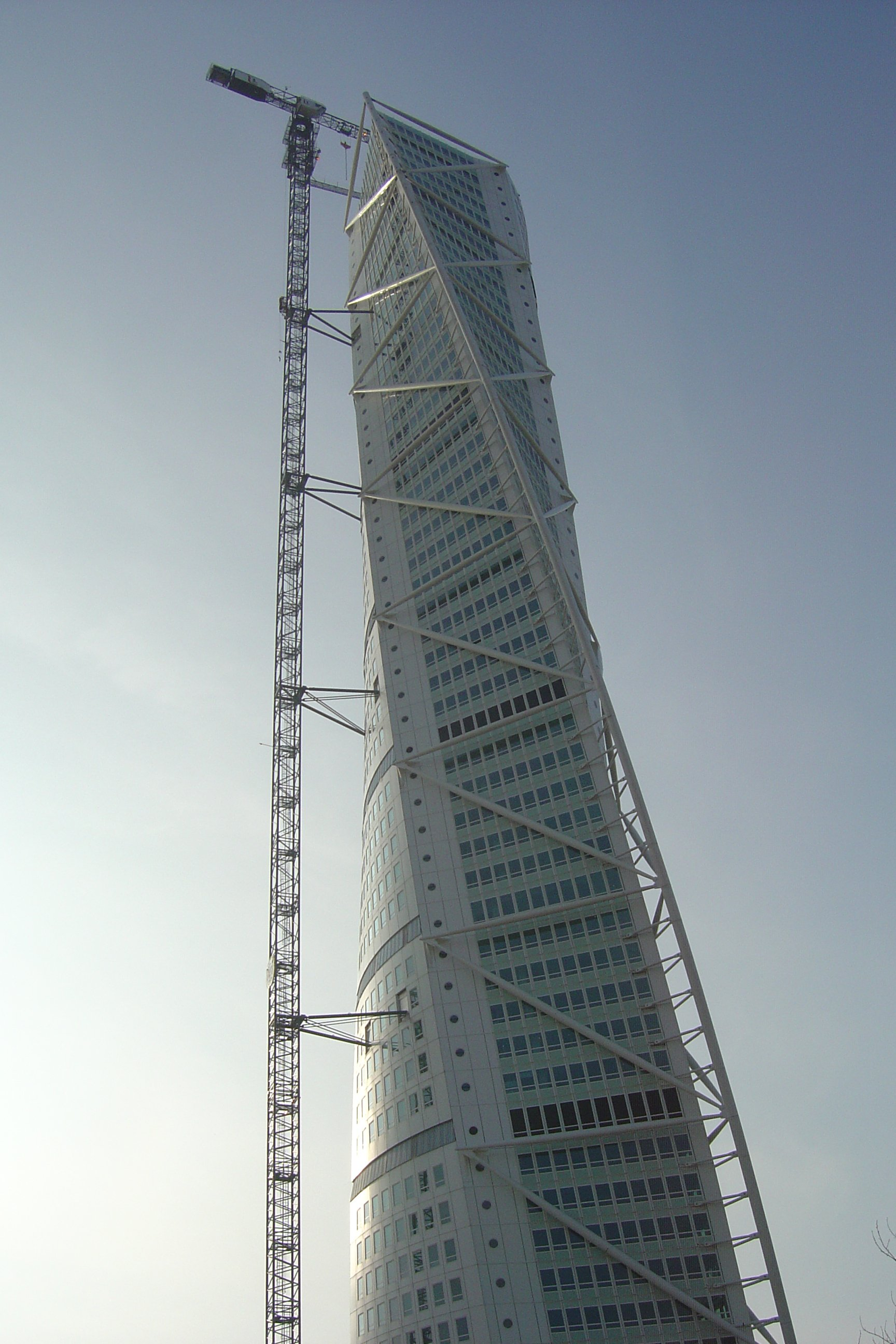
Im Bau
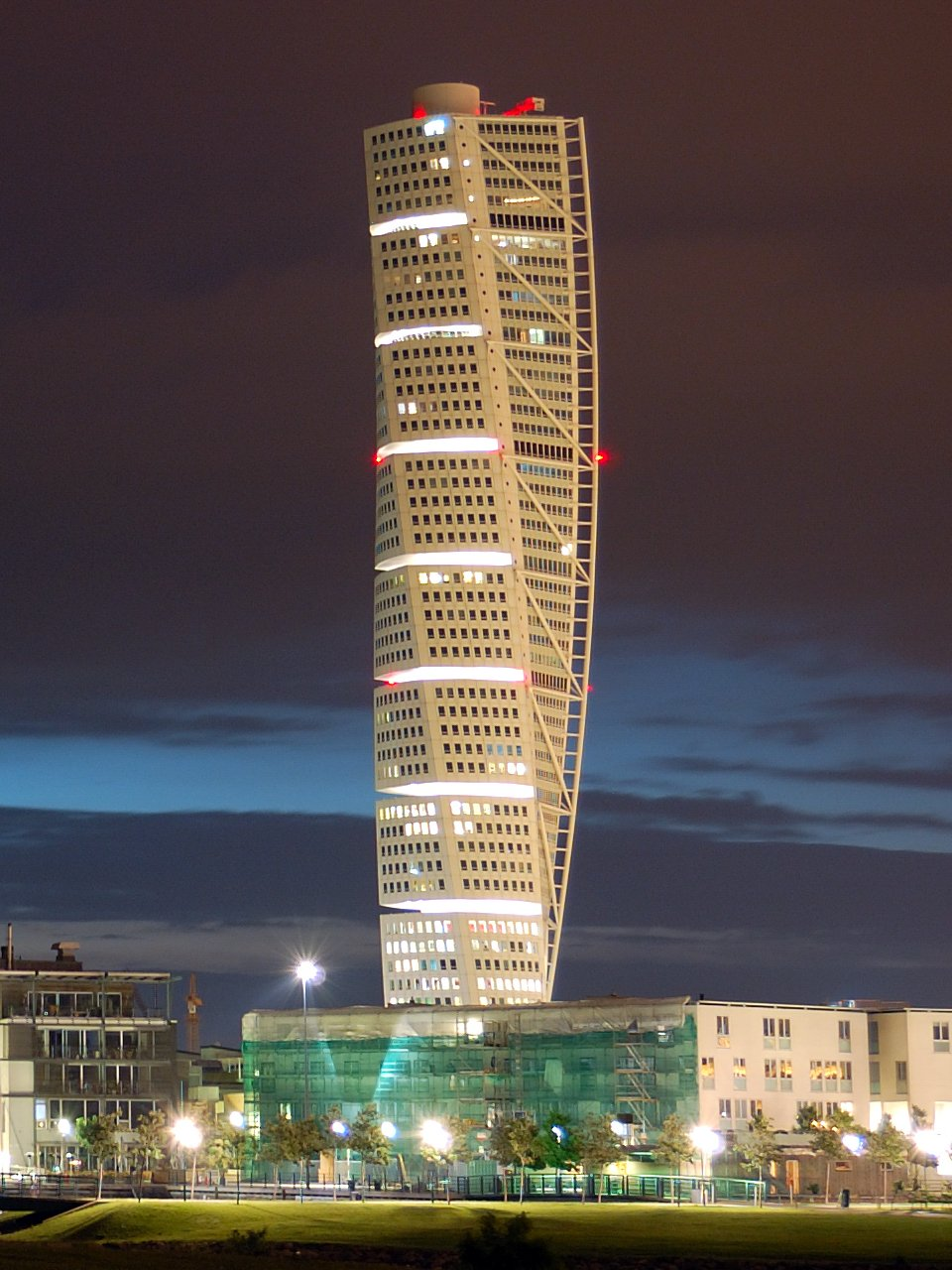
Nachtaufnahme
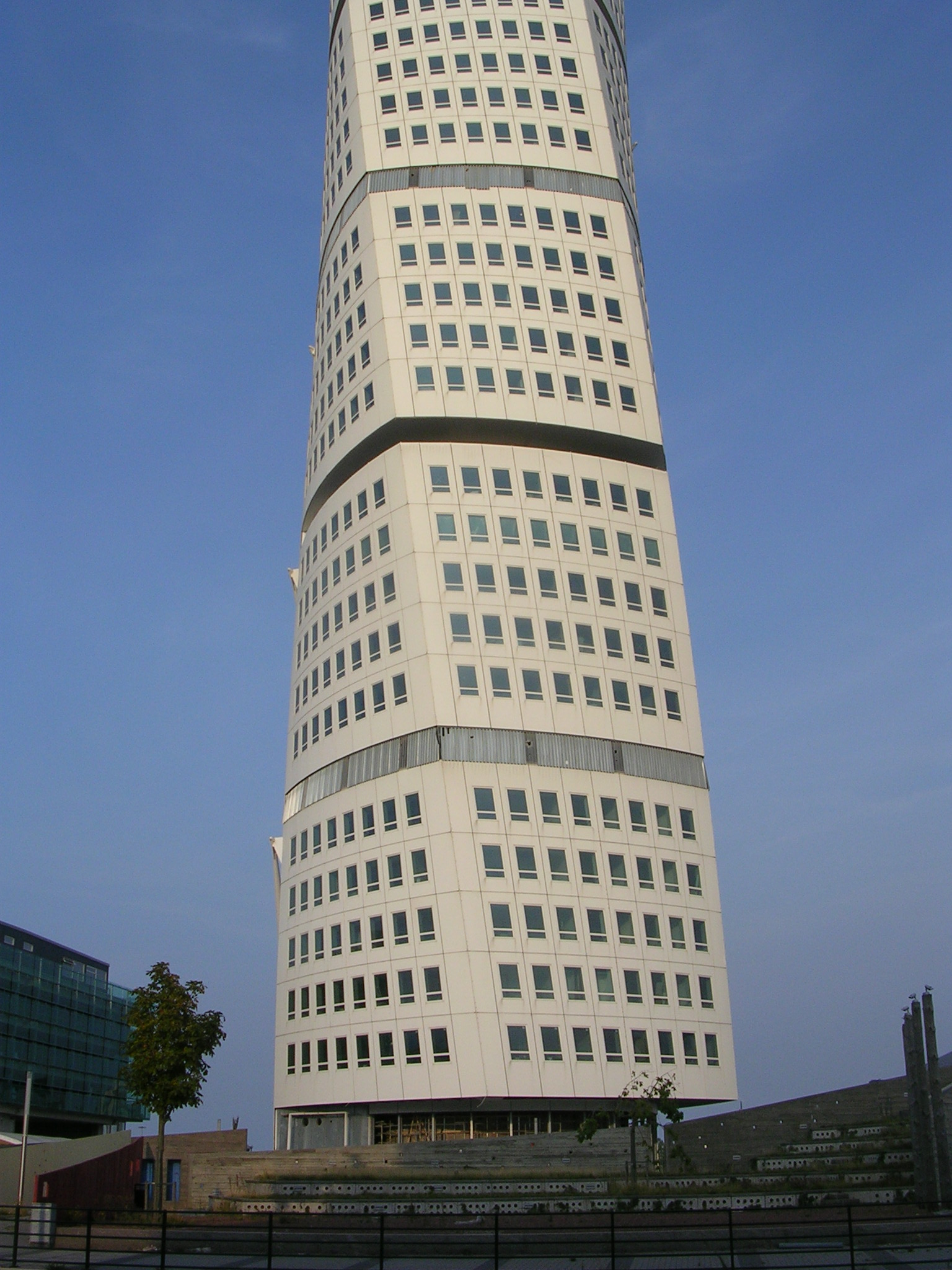
Nahansicht
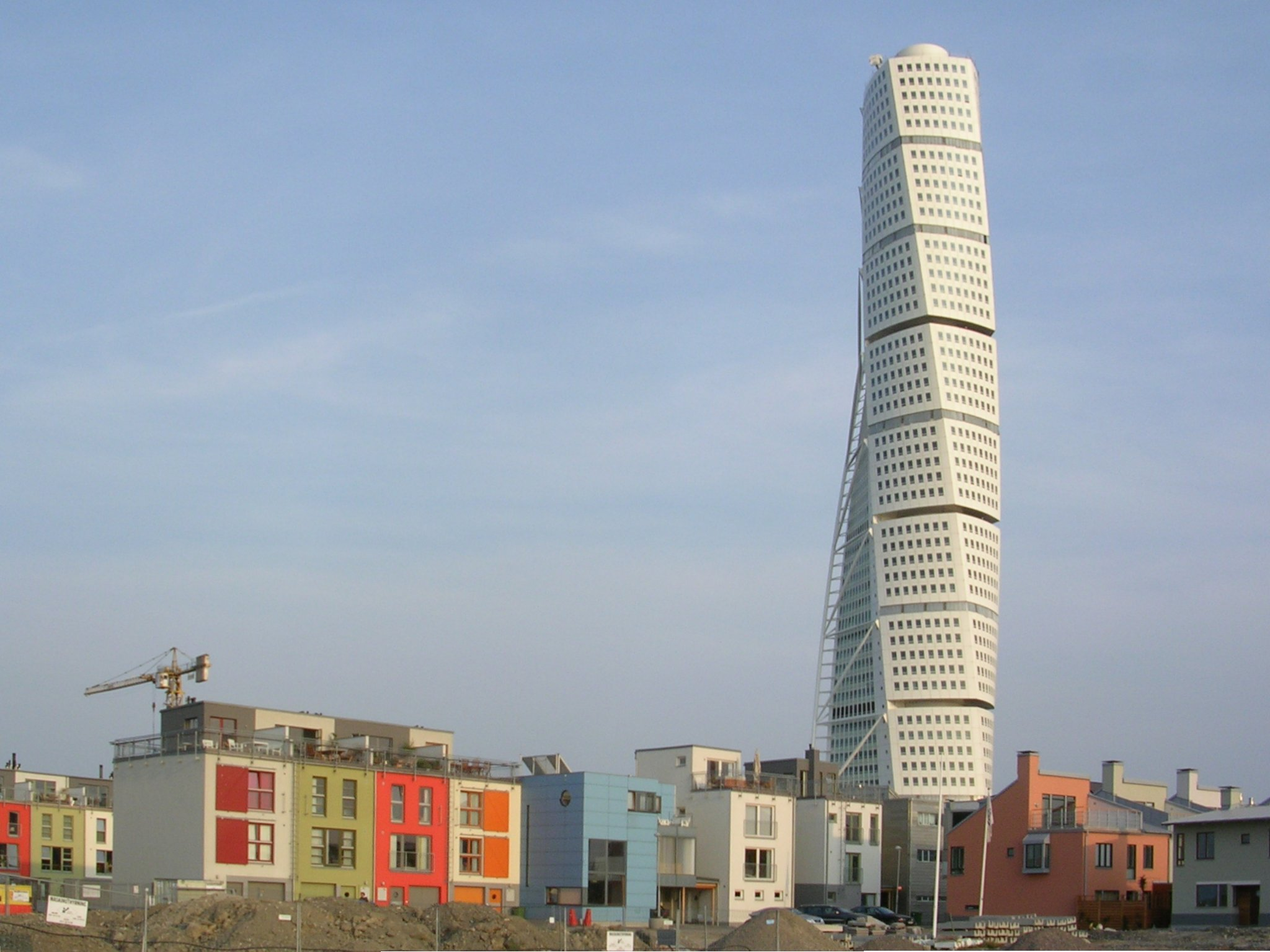
Mit umliegenden Gebäuden
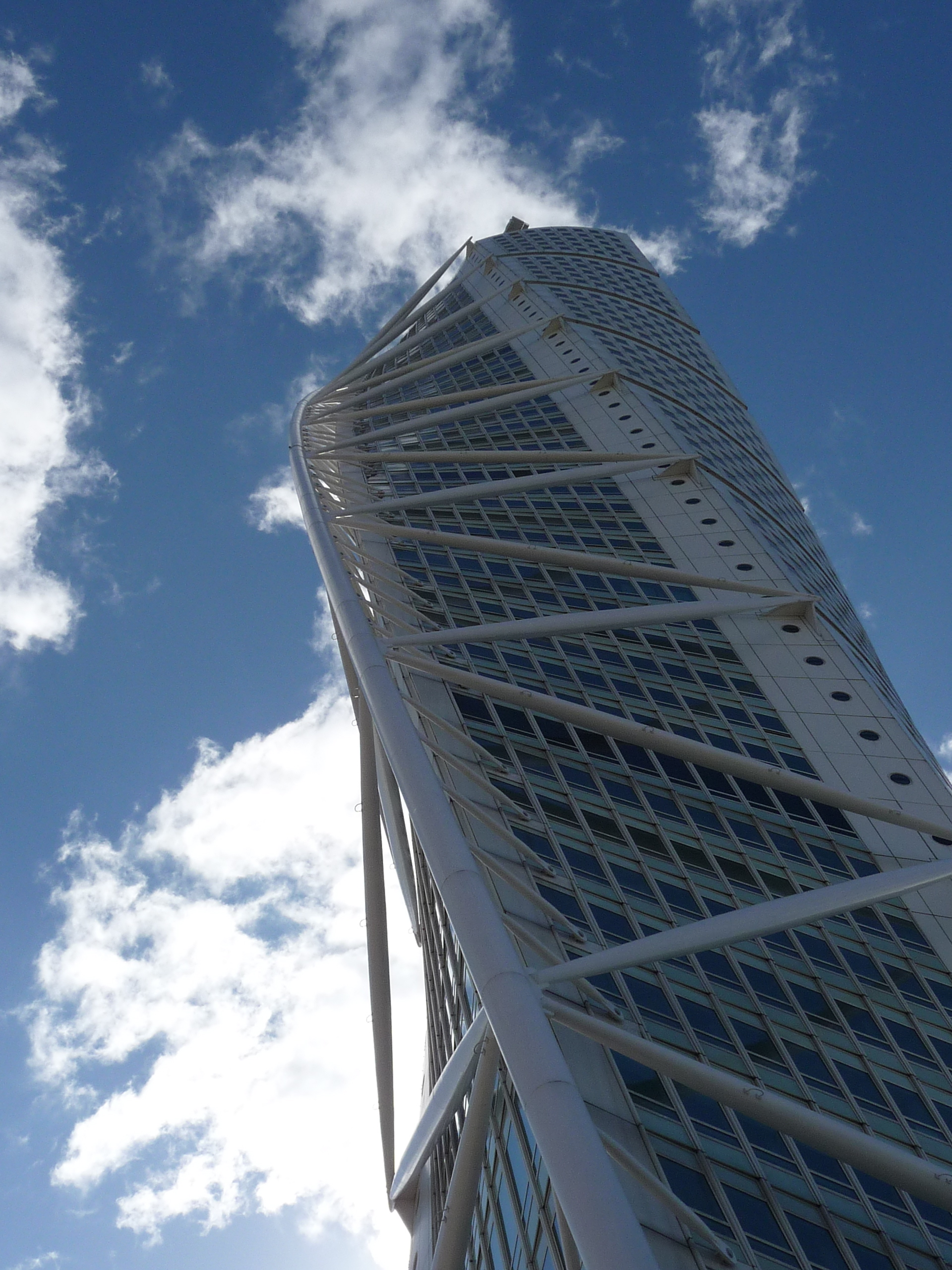
Aufnahme vom Fuß des Gebäudes

## Film
- Turning Torso, Malmö. Dokumentation, Deutschland, 2008, 26 Min., Buch und Regie: Sabine Pollmeier und Joachim Haupt, Produktion: Parnass Film, ZDF, arte, Reihe: Faszination Wolkenkratzer, Erstsendung: 12. Juli 2009.